# What Remains of Edith Finch
What Remains of Edith Finch è un videogioco d'avventura grafica del 2017, sviluppato da Giant Sparrow e pubblicato da Annapurna Interactive per PlayStation 4, Xbox One, Windows, Switch e iOS. Le versioni per PlayStation 5 e Xbox Series X/S del gioco sono disponibili dal 28 luglio 2022.
Nel 2018 è stato premiato ai British Academy Games Award come Game of the Year e ha vinto nella categoria Best Narrative.

## Trama
Edith Finch Jr, terzogenita e unica figlia femmina di Sanjay e Dawn, è l'ultima sopravvissuta della sua famiglia, la cui maggior parte dei membri sono morti in tenera età o alla mezza età. Edith torna nella vecchia casa di famiglia costruita dal bisnonno Sven a seguito della distruzione della loro precedente casa, avvenuta a causa di un naufragio durante il trasferimento marittimo dalla Norvegia. Il trasferimento dalla Norvegia, avvenuto nel 1937, era stato dettato dal desiderio di lasciarsi alle spalle una sorta di sventura che la famiglia Finch aveva. Purtroppo anche a seguito di questo trasferimento le cose non migliorarono e uno dopo l'altro i familiari di Edith morirono tutti. Ed è qui il desiderio da parte della stessa Edith di comprendere di più la storia dietro ad ognuna delle sventure che ha colpito la sua famiglia e ciò che l'ha spinta a rimettere piede in quella casa ormai abbandonata. Una casa colma di segreti e misteri nascosti.

## La famiglia Finch
- Odin Finch (nato nel 1880 - morto nel dicembre del 1937)

Era il marito di Ingeborg, il padre di Edie e Johann, il suocero e padre adottivo di Sven, il nonno materno di Molly, Barbara, Sam, Calvin e Walter, il bisnonno paterno di Dawn, Gus e Gregory, e il trisavolo di Lewis, Milton e Edith. Nato quando la famiglia era ancora in Norvegia, dovette affrontare la morte di Johann, morto ancora neonato, per cause sconosciute (presumibilmente nato morto, malattia o morte in culla) insieme alla madre. Dopo che seppellì la moglie e il figlio, Odin, convinto che fossero stati colpiti dalla presunta maledizione di famiglia, mise la sua casa su una nave e partì con la figlia Edie, il genero Sven, e la nipote Molly, alla volta della costa americana nel 1937. Tuttavia a poche centinaia di metri dall'arrivo una tempesta li sorprese: tutti quanti si salvarono, eccetto Odin, che morì annegato. Dato che la nipote Molly era nata il dicembre di quell'anno, si presume che fosse quello il mese della traversata e della morte di Odin.
- Sven Finch (nato il 17 giugno 1915 - morto il 26 agosto 1964)

Era il marito di Edie, il padre di Molly, Barbara, Sam, Calvin e Walter, il genero e figlio adottivo di Odin e Ingelborn, il cognato di Johann, il suocero di Kay e una donna senza nome, il nonno paterno di Dawn, Gus e Gregory, e il bisnonno materno di Lewis, Milton e Edith. Si presume che sia stato adottato perché sulla sua tomba è riportato il cognome Finch (a differenza della tomba del marito di Dawn, Sanjay, che mantiene il suo cognome). Tra le sue grandi passioni vi era la carpenteria (non è certo se fosse anche il suo lavoro), e quando la vecchia casa affondò, ne costruì una nuova, non prima però di aver costruito il cimitero di famiglia. Appassionato di passaggi segreti, ne costruì vari nella casa. È noto che tra questi se ne annoverino uno collegante le camere dei suoi due figli Walter e Molly, uno collegante la camera di Sven e Edie con quella dei suoi due figli Calvin e Sam (utilizzata da quest'ultimo come camera oscura per le sue foto), e quest'ultima camera è collegata tramite un ulteriore passaggio a quella di sua figlia Barbara. Inoltre costruì un passaggio secondario per la biblioteca, e ideò un carillon che nascondeva la chiave dello scantinato. Con tutta probabilità anche il bunker sotto la casa è opera sua. Morì due mesi dopo il suo quarantanovesimo compleanno, durante il dodicesimo compleanno di suo figlio Walter, quando l'impalcatura che reggeva lo scivolo a forma di drago che stava costruendo crollò, schiacciandolo. Quando sua moglie parlerà dell'accaduto, dirà che suo marito è stato ucciso da un drago.
- Edith "Edie" Finch Sr. (nata l'8 aprile 1917 - morta il 5 dicembre 2010)

Era la primogenita e unica figlia femmina di Odin e Ingelborn, la sorella maggiore di Johann, la moglie di Sven, la madre di Molly, Barbara, Sam, Calvin e Walter, la suocera di Kay e di una donna senza nome, la nonna paterna di Dawn, Gus e Gregory, e la bisnonna materna di Lewis, Milton e Edith. Era la matriarca della famiglia Finch, l'unica ad aver superato la soglia dei 60 anni (ma forse anche il suo bisnipote Milton ci è riuscito) ed essere così sopravvissuta alla quasi totalità della sua famiglia. Infatti alla sua morte saranno vivi soltanto sua nipote Dawn e i suoi due bisnipoti Milton e Edith. Nel corso della sua vita sarà sempre ossessionata dal ricordo dei suoi famigliari morti poiché per lei il passato non se ne andava mai, fino al punto da erigere memoriali per ciascuno di essi e vietare che le loro camere vengano utilizzate dalle generazioni successive, preferendo aggiungere piani a casa. Morì il giorno in cui Dawn ed Edith se ne andarono via di casa, e anche se le cause della morte non sono chiarite è presumibile che sia morta di vecchiaia.
- Molly Finch (nata l'11 dicembre 1937 - morta il 13 dicembre 1947)

Era la primogenita di Sven e Edie, la sorella maggiore di Barbara, Sam, Calvin e Walter, la nipote di Odin, Ingelborn e Johann, la cognata di Kay e una donna senza nome, la zia paterna di Dawn, Gus e Gregory, e la prozia materna di Lewis, Milton e Edith. Ultima dei Finch ad essere nata in Norvegia, da cui partì quando era ancora una neonata, e quindi mai ebbe modo di conoscere suo nonno Odin. Provvista di una fervida immaginazione ed appassionata di animali, nella sua camera, aveva un gerbillo e un pesciolino rosso di nome Chris, Molly morì due giorni dopo il suo decimo compleanno. La sera della sua morte era stata mandata a letto senza cena dalla madre, e in preda alla fame aveva mangiato anche sostanze tossiche come delle bacche di agrifoglio finte e del dentifricio. Ebbe un sogno (o un'allucinazione) in cui si trasformava in un gatto, in un gufo, in uno squalo e in un non precisato mostro marino tentacolare, tutti accomunati dall'avere una grande fame. Per quanto la sua storia sia densa di particolari fantastici, si può presupporre che sia morta per intossicazione alimentare, e che i suoi genitori l'abbiano trovata morta nel suo letto.
- Barbara Finch (nata il 31 ottobre 1944 - morta il 31 ottobre 1960)

Era la secondogenita di Sven e Edie, la sorella minore di Molly, la sorella maggiore di Calvin, Sam e Walter, la nipote di Odin, Ingelborn e Johann, la cognata di Kay e una donna senza nome, la zia paterna di Dawn, Gus e Gregory, e la prozia materna di Lewis, Milton e Edith. Era la più famosa dei Finch poiché è stata una bambina prodigio nel campo della cinematografia horror anni 50 grazie al suo grido di terrore. Tuttavia la cosa durò solo per un paio d'anni, poi il pubblico americano si stancò del genere. Morì il giorno del suo sedicesimo compleanno, le cause della sua morte sono incerte, poiché la sua storia è narrata su un fumetto horror di cui è impossibile capire quale siano le parti di realtà e finzione (ma si presume che fosse stato il killer della storia ad ucciderla). La madre di Barbara era convinta che comunque era quella la maniera con cui la figlia voleva essere ricordata.
- Sam Finch (nato il 25 aprile 1950 - morto il 16 giugno 1983)

Era il terzogenito di Sven e Edie, il fratello minore di Molly e Barbara, il fratello gemello di Calvin, il fratello maggiore di Walter, il nipote di Odin, Ingelborn e Johann, l'ex-marito di Kay, il marito di una donna senza nome, il padre di Dawn, Gus e Gregory, il suocero di Sanjay, e il nonno materno di Lewis, Milton e Edith. Fin da bambino aveva il desiderio di arruolarsi nell'esercito, ed aveva anche una passione per la fotografia, sviluppata dal momento in cui suo padre Sven gli regalò una vecchia macchina fotografica da cui non si separò mai. La morte del suo fratello gemello Calvin, lo traumatizzò al punto che per 7 anni non uscì mai più dalla sua camera, fino a quando a 18 anni non uscì per arruolarsi nell'esercito. Nello stesso anno conobbe sua moglie Kay, che sposò, e da lei ebbe tre figli: Dawn, Gus e Gregory, per poi divorziare (ciò era già in atto prima della morte del neonato). È noto che dopo il divorzio si risposò con un'altra donna, ma dalla sua seconda moglie non ebbe figli. Morì all'età di 33 anni, durante una battuta di caccia al cervo che stava facendo con sua figlia Dawn (all'epoca di 15 anni): durante l'autoscatto commemorativo, il cervo, colpito ma ancora vivo, fece un movimento brusco facendolo scivolare dalla scogliera in cui si trovava, morendo sul colpo.
- Calvin Finch (nato il 25 aprile 1950 - morto il 23 settembre 1961)

Era il quartogenito di Sven e Edie, il fratello minore di Molly e Barbara, il fratello gemello di Sam, il fratello maggiore di Walter, il nipote di Odin, Ingelborn e Johann, il cognato di Kay e una donna senza nome, lo zio paterno di Dawn, Gus e Gregory, e il prozio materno di Lewis, Milton e Edith. Aveva fin da bambino il desiderio di volare e di andare nello spazio, e dopo la morte di sua sorella maggiore Barbara (morta l'anno prima) fu ancora più convinto del suo desiderio, fino a che un giorno decise di attuarlo per davvero. Trovandosi su un'altalena cominciò a dondolarsi sempre più in alto, fino a quando (complice anche il vento) riuscì a fare ben tre giri della morte per poi lanciarsi verso il mare, cose se stesse volando. Se ne deduce che sia morto annegato oppure a causa del violento impatto sugli scogli.
- Walter Finch (nato il 26 agosto 1952 - morto il 21 marzo 2005)

Era il quintogenito di Sven e Edie, il fratello minore di Molly, Barbara, Sam e Calvin, il nipote di Odin, Ingelborn e Johann, il cognato di Kay e una donna senza nome, lo zio paterno di Dawn, Gus e Gregory, e il prozio materno di Lewis, Milton e Edith. Si sa poco delle sue passioni, ma il gioco fa intuire che fosse un grande appassionato di treni. Fu traumatizzato dalla morte di sua sorella maggiore Barbara (1960) e di suo padre Sven (1964, il giorno del suo dodicesimo compleanno), al punto che nel 1968, all'età di 16 anni, decise di rinchiudersi in un bunker sotto la casa. Qui trascorse tutto il resto della sua esistenza vivendo alla giornata, ripetendo le stesse azioni e aspettandosi sempre di morire il giorno dopo. Dopo più di trent'anni decise di scappare dal bunker all'insaputa di tutti, utilizzando un passaggio che conduceva dentro una galleria ferroviaria. Non fece in tempo ad uscire da essa che un treno lo investì, uccidendolo sul colpo. Morì quando la sua pronipote Edith aveva solo 6 anni, senza aver mai conosciuto né lei né sua nipote Dawn, la madre di Edith.
- Dawn Finch (nata nel 1968 - morta nel 2016)

Era la primogenita e unica figlia femmina di Sam e Kay, la figliastra di una donna senza nome, la sorella maggiore di Gus e Gregory, la nipote di Sven, Edie, Molly, Barbara, Calvin e Walter, la bis-nipote di Odin e Ingelborn, la pronipote di Johann, la moglie di Sanjay e la madre di Lewis, Milton ed Edith. Dopo la morte dei suoi fratelli, fece un viaggio di studi in India, dove conobbe il suo futuro marito, per poi trasferirsi nel paese dopo la laurea come insegnante di lingua inglese. In seguito alla morte nel marito, nel 2002, decise di ritornare nella casa di famiglia con i suoi tre figli. Dopo la scomparsa del figlio Milton divenne paranoica e si convinse che fossero le storie di famiglia custodite da Edie ad esserne la causa, per questo sigillò quasi tutte le camere da letto. Sua nonna in risposta creò degli spioncini per poterci vedere attraverso. Quando morì suo figlio Lewis la sua convinzione crebbe, e una settimana dopo se ne andò con sua figlia Edith, a cui seguì un periodo in cui insieme si spostarono di casa in casa. Era stata colpita da una malattia sconosciuta, rivelatasi mortale, e morì all'età di 48 anni, quando la figlia aveva solo 16 anni. Nonostante la sua paura per le storie della casa dei Finch decise comunque di lasciare in eredità alla figlia, oltre alla casa che aveva ereditato a causa della morte di sua nonna, la chiave che apriva due dei passaggi segreti della casa, consentendole così di poterle fargliele scoprire.
- Gus Finch (nato il 20 giugno 1969 - morto l'8 novembre 1982)

Era il secondogenito di Sam e Kay, il figliastro di una donna senza nome, il fratello minore di Dawn, il fratello maggiore di Gregory, il nipote di Sven, Edie, Molly, Barbara, Calvin e Walter, il bis-nipote di Odin e Ingelborn, il pronipote di Johann, il cognato di Sanjay e lo zio materno di Lewis, Milton ed Edith. Si sa poco di lui, se non che era un ribelle punk e che gli piaceva giocare con l'aquilone. Era fermamente contrario al matrimonio del padre e non voleva avere una matrigna. Durante la cerimonia, tenutasi nella spiaggia, preferì rimanere a giocare con l'aquilone, nonostante fosse stato sorpreso da una tempesta. Alla fine quest'ultima alzò in volo un tendone messo per la cerimonia, e questo travolse Gus, uccidendolo; in seguito, il suo corpo fu ritrovato dal padre e dalla sorella.
- Gregory Finch (nato il 12 gennaio 1976 - morto il 19 dicembre 1977)

Era il terzogenito di Sam e Kay, il figliastro di una donna senza nome, il fratello minore di Dawn e Gus, il nipote di Sven, Edie, Molly, Barbara, Calvin e Walter, il bis-nipote di Odin e Ingelborn, il pronipote di Johann, il cognato di Sanjay e lo zio materno di Lewis, Milton ed Edith. Si tratta del membro della famiglia ad aver avuto la vita più breve, dato che è morto un mese prima del suo primo compleanno (forse il suo prozio paterno Johann è morto prima, ma non si hanno informazioni certe). Si sa che aveva una fervidissima immaginazione, al punto da vedere le cose di fronte a lui prendere vita. il giorno in cui morì, sua madre gli stava facendo il bagnetto, ma era in continuazione distratta a causa delle telefonate di Sam (i due erano già in pieno divorzio). Agli occhi di Gregory tutti i vari pupazzetti della vasca presero vita, fino a che una rana non apri il rubinetto dell'acqua, lasciando quindi intendere che sia morto annegato, che la madre lo abbia trovato morto e che fu Gregory stesso, giocando con i suoi vari pupazzetti nella vasca, a lanciare la rana che fatalmente aprì il rubinetto.
- Lewis Finch (nato il 27 dicembre 1988 - morto il 21 novembre 2010)

Era il primogenito di Sanjay e Dawn, il fratello maggiore di Milton ed Edith, il nipote di Sam, Kay, una donna senza nome, Gus e Gregory, il bis-nipote di Sven e Edie, il bis-bis nipote di Odin e Ingelborn, il pronipote di Molly, Barbara, Calvin e Walter e il pro-pro nipote di Johann. Morto un mese prima del suo ventiduesimo compleanno, era un ragazzo che aveva abusato di droghe. Dal gioco si accenna che questo era dovuto al fatto che si sentiva responsabile della scomparsa del fratello minore Milton. Venne convinto a disintossicarsi e a fare regolari sessioni da una psichiatra e sua madre gli trovò un lavoro ad un conservificio come tagliatore di teste di salmoni. Siccome il lavoro era ripetitivo, cominciò ad immaginarsi dei mondi sempre più complessi e in cui era sempre più potente, e a poco a poco la sua immaginazione prese il sopravvento. Lewis era perfettamente conscio della situazione e che vedeva opere frutto della sua mente, ma alla fine si identificò come colui che si immaginava e iniziò a disprezzare il sé stesso tagliatore di salmoni. Alla fine Lewis vedeva solo le sue fantasie e non uscì più dal luogo di lavoro, fino a che nel suo ultimo incontro con la psichiatra dichiarò che di lì a poco sarebbe stato incoronato re, cosa che effettivamente accade nella sua testa, ma l'atto dell'incoronazione coincide con quello in cui la sua testa viene tagliata da una ghigliottina. Si intende quindi che si sia suicidato auto-decapitandosi con la macchina per tagliare la testa ai salmoni. Non è mai chiarito se fosse ricaduto delle droghe o se la sua mente comunque si perse nonostante la disintossicazione.
- Milton Finch (nato il 19 maggio 1992)

Era il secondogenito di Sanjay e Dawn, il fratello minore di Lewis, il fratello maggiore di Edith, il nipote di Sam, Kay, una donna senza nome, Gus e Gregory, il bis-nipote di Sven e Edie, il bis-bis nipote di Odin e Ingelborn, il pronipote di Molly, Barbara, Calvin e Walter e il pro-pro nipote di Johann. Fin da bambino aveva mostrato un eccezionale talento artistico: nella casa si possono infatti trovare dei suoi ritratti e dei modelli. A differenza dei suoi familiari non è morto, bensì è scomparso in maniera misteriosa, quando aveva 11 anni, nel 2003, un anno dopo la morte del padre, quando la sorella aveva solo 4 anni. Da ciò che narra lo stesso Milton in un block notes disegnato sarebbe riuscito a dipingere una porta con un pennello magico, ad aprirla e a scomparire in essa. Nonostante il carattere fantastico potrebbe essere effettivamente andata così: uno sviluppatore del team ha confermato che Milton è il Re di The Unfinished Swan, e quindi ha il potere di dare vita a ciò che dipinge. Ciò conferma il fatto che Milton al momento delle vicende narrate era vivo. Inoltre questo aggiunge alla lista della famiglia Finch anche suo figlio Monroe, protagonista del sopracitato titolo (il cui nome completo quindi è Monroe Finch).
- Edith Finch Jr. (nata il 14 febbraio 1999 - morta il 18 gennaio 2017)

Era la terzogenita e unica figlia femmina di Sanjay e Dawn, la sorella minore di Lewis e Milton, la nipote di Sam, Kay, una donna senza nome, Gus e Gregory, la bis-nipote di Sven e Edie, la bis-bis nipote di Odin e Ingelborn, la pronipote di Molly, Barbara, Calvin e Walter e la pro-pro nipote di Johann, nonché protagonista del gioco. Non si hanno molte informazioni su di lei, se non che al momento delle vicende narrate era incinta di 22 settimane. Dopo essersene andata dalla casa di famiglia con la madre, tornò dopo 7 anni dopo che quest'ultima indirettamente le disse di farlo lasciandole una chiave utilizzabile in essa. Qui ebbe modo di conoscere tutte le storie riguardanti la sua famiglia, e alla fine del suo tour della casa annotò tutto con minuzia di dettagli in un diario. Ebbe un figlio dal suo fidanzato, ma si intende che poté vederlo per pochi minuti, perché ella morì durante il parto, un mese prima del suo diciottesimo compleanno, lasciandogli in eredità il libro. Di quest'ultimo non si sa nulla, tranne che presumibilmente la sua data di nascita coincida con quella di morte della madre, e che in un futuro il figlio tornerà nella casa,attraverso un tragitto

## Albero genealogico
Qua sotto è riportato l'intero albero genealogico della famiglia Finch. I membri segnati da un asterisco (*) sono desunti da The Unfinished Swan.
|                                         |                                         |                                                         |                                                         |                                                                           |                                                                           |                                 |                                 |                               |                               |
|                                         |                                         |                                                         |                                                         |                                                                           | Odin 1880 - 12/1937 ⚭ Ingelborn (-1937)                                   |                                 |                                 |                               |                               |
|                                         |                                         |                                                         |                                                         |                                                                           |                                                                           |                                 |                                 |                               |                               |
|                                         |                                         |                                                         |                                                         |                                                                           |                                                                           |                                 |                                 |                               |                               |
|                                         |                                         |                                                         |                                                         | Edith "Edie" Sr. 08/04/1917 - 05/12/2010 ⚭ Sven (17/06/1915 - 26/08/1964) | Edith "Edie" Sr. 08/04/1917 - 05/12/2010 ⚭ Sven (17/06/1915 - 26/08/1964) | Johann 1937-1937                | Johann 1937-1937                |                               |                               |
|                                         |                                         |                                                         |                                                         |                                                                           |                                                                           |                                 |                                 |                               |                               |
|                                         |                                         |                                                         |                                                         |                                                                           |                                                                           |                                 |                                 |                               |                               |
| Walter 26/08/1952 - 21/03/2005          | Walter 26/08/1952 - 21/03/2005          | Calvin 25/04/1950 - 23/09/1961                          | Calvin 25/04/1950 - 23/09/1961                          | Sam 25/04/1950 - 16/06/1983 ⚭ Kay ⚭ XXX                                   | Sam 25/04/1950 - 16/06/1983 ⚭ Kay ⚭ XXX                                   | Barbara 31/10/1944 - 31/10/1960 | Barbara 31/10/1944 - 31/10/1960 | Molly 11/12/1937 - 13/12/1947 | Molly 11/12/1937 - 13/12/1947 |
|                                         |                                         |                                                         |                                                         |                                                                           |                                                                           |                                 |                                 |                               |                               |
|                                         |                                         |                                                         |                                                         |                                                                           |                                                                           |                                 |                                 |                               |                               |
|                                         |                                         | Dawn 1968-2016 ⚭ Sanjay Kumar (06/09/1966 - 22/02/2002) | Dawn 1968-2016 ⚭ Sanjay Kumar (06/09/1966 - 22/02/2002) | Gregory 12/01/1976 - 19/12/1977                                           | Gregory 12/01/1976 - 19/12/1977                                           | Gus 20/06/1969 - 08/11/1982     | Gus 20/06/1969 - 08/11/1982     |                               |                               |
|                                         |                                         |                                                         |                                                         |                                                                           |                                                                           |                                 |                                 |                               |                               |
|                                         |                                         |                                                         |                                                         |                                                                           |                                                                           |                                 |                                 |                               |                               |
| Edith Jr. 14/02/1999 - 18/01/2017 ⚭ XXX | Edith Jr. 14/02/1999 - 18/01/2017 ⚭ XXX | Milton 19/05/1992 ⚭ La regina*                          | Milton 19/05/1992 ⚭ La regina*                          | Lewis 27/12/1988 - 21/11/2010                                             | Lewis 27/12/1988 - 21/11/2010                                             |                                 |                                 |                               |                               |
|                                         |                                         |                                                         |                                                         |                                                                           |                                                                           |                                 |                                 |                               |                               |
|                                         |                                         |                                                         |                                                         |                                                                           |                                                                           |                                 |                                 |                               |                               |
| XXX 18/01/2017                          | XXX 18/01/2017                          | Monroe*                                                 | Monroe*                                                 |                                                                           |                                                                           |                                 |                                 |                               |                               |

## Tematiche

### Affrontare la morte
La morte e il come affrontarla sono la tematica principale intorno a cui ruota tutta la storia. In tutto il gioco vengono affrontati diversi modi con cui si può morire: incidente generico (Sam e Gus), incidente domestico (Molly, Calvin e Gregory), incidente con i mezzi di trasporto (Odin e Walter), omicidio (Barbara), malattia (Dawn), vecchiaia (Edie), parto (Edith) e suicidio (Lewis).
Tuttavia il gioco non pone mai troppo l'accento sul come i Finch siano morti, infatti non viene mai mostrato l'esatto momento della loro morte e in certi casi addirittura è vago sull'argomento, quanto piuttosto sui momenti prima, in cui si dimostra che ciascun Finch stava facendo quello che voleva. Nonostante fossero convinti di essere vittime di un destino ineluttabile, ognuno di essi ha voluto vivere fino in fondo la loro vita, anche se nella loro visione questo li avrebbe condotti sicuramente alla morte.

### Il valore dei ricordi e delle storie
Nonostante il tema della morte, il gioco pone sempre l'accento non sul fatto che un Finch sia morto, ma su ciò che ne è rimasto dopo la morte. La casa è disseminata di camere/memoriali che rimarcano le vite e le aspirazioni di ciascun componente, e se anche vero che è presente una storia che narra di come sia morto si pone l'enfasi sulla sua vita, sul suo carattere e sulle decisioni, e mai su come sia morto nello specifico. Molte storie presentano elementi fantastici che slegano il contatto con la realtà, facendo sì che nonostante la loro intrinseca tragicità il tutto sia svolto in maniera quasi onirica, concentrando l'attenzione sulle sensazioni di vita e di volontà dei protagonisti anche negli istanti precedenti alle loro morti. La storia generale rimarca il suo titolo, "Cosa rimane di Edith Finch", in cui per l'appunto si ricalca cosa abbia fatto e provato la protagonista, non come sia morta, e applica lo stesso principio ad ogni Finch. Nonostante la loro pericolosità (vedasi il paragrafo successivo), si preferisce farle passare alle generazioni successive per conservare i ricordi di ciò che rimane di ciascun Finch.

### La forza della superstizione
Un altro tema del gioco è la superstizione e quanto essa possa influenzare la vita. Sia durante la sequenza del cimitero sia sul finale il gioco fa intendere che non vi sia nulla di soprannaturale intorno alle vicende della famiglia, ma che siano state le stesse storie sulla maledizione ad innescarla. La famiglia Finch è una famiglia fondamentalmente superstiziosa, che è inconsciamente convinta della reale presenza di una maledizione al punto da accettare la morte e forse cercarla (come nei casi di Calvin e Lewis).
Si lascia quindi intendere che se i Finch non avessero mai creduto alla storia della maledizione non sarebbero morti prematuramente. Questo va anche a spiegare le paure di Dawn, che vuole portare via la figlia per salvarla dalla superstizione, e di Edith, fino all'ultimo indecisa se far conoscere la sua storia al figlio. Forse se la nuova generazione Finch, rappresentata dal figlio, si libererà dalla convinzione di essere maledetta, la stessa maledizione sparirà.

## Modalità di gioco
Il gioco appartiene a quella che categoria (seppur questa classificazione controversa e pressappochista) definita "walking simulator", giacché il giocatore non ha molte interazioni con l'ambiente se non il camminare e il poter interagire in punti predeterminati. Particolarità del gioco sta nei sottotitoli, onnipresenti ma non piazzati sotto lo schermo, bensì integrati con l'ambiente circostante, comparendo dove serve attirare l'attenzione del giocatore.
Tuttavia il gioco tende ad esulare la sua natura di "walking simulator" nelle varie storie, le quali presentano gameplay molto diversi e a volte riconducibili ad altri generi. Ad esempio, la storia di Molly ha un gameplay molto simile ai giochi di simulazione, mentre quella di Lewis è per la maggior parte riconducibile agli RPG isometrici. Ciò contribuisce a fornire un'esperienza di gioco molto variegata.

## Sviluppo
What Remains of Edith Finch è il secondo gioco sviluppato dalla Giant Sparrow, sotto la guida del direttore creativo Ian Dallas. Il gioco era stato già annunciato nel 2014 al PlayStation Experience come un titolo che sarebbe stato pubblicato dalla SCE Santa Monica Studio, con un successo trailer di rilascio al E3 2015. What Remains of Edith Finch ricompare con un nuovo trailer alla PlayStation Experience del 2016 con pubblicazione dell'Annapurna Interactive.

## Accoglienza e critica
What Remains of Edith Finch è stato "universalmente acclamato" per la versione PC e ha avuto una "generale critica positiva" per la versione su PS4. Il titolo è stato particolarmente apprezzato per la narrativa e le tematiche mature, nonché per la cura dei dettagli e il comparto artistico. La principale critica mossa è alla sua durata, che si aggira appena intorno alle 2/3 ore.
| Pubblicazione                                 | Voto |
| --------------------------------------------- | ---- |
| Multiplayer.it su What Remains of Edith Finch | 8.5  |
| SpazioGames.it su What Remains of Edith Finch | 9    |
| everyeye.it su What Remains of Edith Finch    | 9    |

British Academy Games Awards
- 2018 - Gioco dell'anno
- 2018 - Candidatura al Gioco più Innovativo
- 2018 - Candidatura alla Miglior Colonna Sonora
- 2018 - Candidatura alla Miglior Storia
- 2018 - Candidatura alla Miglior Proprietà Originale
- 2018 - Candidatura alla Miglior performance a Valerie Rose Lohman (Edith Finch)
- 2018 - Candidatura al Miglior Game Design

The Game Awards
- 2017 - Miglior Narrativa
- 2017 - Candidatura al Gioco di Maggior Impatto
- 2017 - Candidatura al Miglior Gioco Indipendente

Golden Joystick Awards
- 2017 - Candidatura alla Miglior Narrativa
- 2017 - Candidatura al Miglior Gioco Indie

## Collegamenti con The Unfinished Swan
Il personaggio di Milton Finch è collegato al precedente titolo della Giant Sparrow, The Unfinished Swan. Uno sviluppatore del team ha così affermato: "Milton è il Re in 'The Unfinished Swan'". La stanza di Milton è infatti piena di riferimenti al videogioco.